# Reprezentacja Nikaragui w baseballu mężczyzn
Reprezentacja Nikaragui w baseballu należy do Nicaraguan Baseball Federation, która jest członkiem Confederación Panamericana de Béisbol. Pięciokrotny wicemistrz świata z 1939, 1940, 1973, 1974 i 1990 roku. W rankingu IBAF plasuje się na 16. miejscu. Na Igrzyskach Olimpijskich w Atlancie zajęła 4. miejsce.

## World Baseball Classic 2013
Reprezentacja Nikaragui w eliminacjach rozegrała dwa mecze, które przegrała (1–8 z Kolumbią oraz 2–6 z Panamą) i nie zakwalifikowała się do tego turnieju.

### Skład reprezentacji w eliminacjach World Baseball Classic
Na mecze eliminacyjne powołano 28 zawodników.

## Sukcesy
- Mistrzostwa świata w baseballu mężczyzn[1]
  - Wicemistrz (5): 1939, 1940, 1973, 1974, 1990

- Igrzyska panamerykańskie[5]
  - Wicemistrz (2): 1983, 1995

- Puchar interkontynentalny[6]
  - 3. miejsce (3): 1975, 1991, 1995